# Milaglé
Milaglé är ett berg i Djibouti. Det ligger i den centrala delen av landet, 50 km nordväst om huvudstaden Djibouti. Toppen på Milaglé är 1 091 meter över havet.
Terrängen runt Milaglé är kuperad. Runt Milaglé är det mycket glesbefolkat, med 7 invånare per kvadratkilometer. Närmaste större samhälle är Tadjourah, 16,6 km söder om Milaglé. Omgivningarna runt Milaglé är i huvudsak ett öppet busklandskap.